# Bhanotia fasciolata
Bhanotia fasciolata is een straalvinnige vissensoort uit de familie van zeenaalden en zeepaardjes (Syngnathidae). De wetenschappelijke naam van de soort is, als Syngnathus fasciolatus, voor het eerst geldig gepubliceerd in 1870 door Duméril.